# Ряполовский, Иван Фёдорович Хилок
Князь Иван Фёдорович Ряполовский по прозвищу Хилок (иногда писался Хилков или Ряполовский-Стригин) — русский голова, воевода, наместник и боярин на службе у московского князя Василия III и соправительнице Елене Васильевне Глинской при малолетнем Иване IV Васильевиче Грозном. Его потомки уже писались не князьями Ряполовскими, а князьями Хилковыми.

## Происхождение и семья
Князь из рода Ряполовских, отрасли князей Стародубских. Рюрикович в VIII колене, сын Федора Семёновича Ряполовского, внук Семёна Ивановича Ряполовского-Хрипуна. Имел братьев князей Ивана Фёдоровича по прозванию Тать — родоначальника князей Татевы и Михаила Фёдоровича. Родоначальник фамилии князей Хилковых. Имел единственного сына боярина Дмитрия.

## Биография

### Служба Василию III
В 1511 году участвовал, как четвёртый воевода в походе на Литву. В 1517 году второй воевода войск левой руки на Вошане. В 1522 году при походе Василия III на Коломну против крымского хана Магмет-Гирея был при царе четвертым рындою. В 1527 году получил назначение наместником в Тулу. В 1531 году голова в государевом полку во время похода на Коломну.

#### Служба Ивану Грозному
В 1535 году назначен первым воеводой в Серпухов. В 1537 году второй воевода войск правой руки во Владимире.      В том же году упомянут городовым воеводой в Нижнем Новгороде, с князем Михаилом Михайловичем Троекуровым.  В 1540 году воевода в Муроме, участвовал в сражениях с войсками казанского царя Сафа-Гирея подошедших к городу, вместе с Иваном Васильевичем Шереметьевым и князем Петром Ивановичем Деевым. В 1541 году первый воевода Сторожевого полка судовой рати в походе из Владимира к Казани. В 1542 году во время посольства в Москву от польского короля Сигизмунда I, во главе с послом Яном Юрьевичем Глебовичем, упоминается в числе тех, которые "в думе не живут, а при послах в избе были". В 1543 году был наместником в Пскове, вместе с бояриным князем Данилой Дмитриевичем Пронским. Полоцкий воевода Довойна уведомлял их, что литовские судьи прибыли в Полоцк для размежевания спорных Себежских земель. Наместники довели данные сведения до великого князя Ивана Грозного, который указал отложить размежевание земель до лета и обещал выслать на старые границы сына боярского. Князю Ивану Фёдоровичу в Костромском уезде принадлежала на посаде у Малой Соли целая улица, которая затем перешла Троице-Сергиеву монастырю.